# Protoleptoneta beroni
Protoleptoneta beroni is een spinnensoort in de taxonomische indeling van de Leptonetidae.
Het dier behoort tot het geslacht Protoleptoneta. De wetenschappelijke naam van de soort werd voor het eerst geldig gepubliceerd in 1977 door Deltshev.